# Kostentreiber
Kostentreiber (englisch cost driver) sind im Kostenmanagement die wesentlichen Kosteneinflussgrößen, welche hauptsächlich für die Erhöhung einzelner Kostenarten verantwortlich sind.

## Allgemeines
Die Finanzanalyse im Unternehmen und auch die externe Finanzanalyse interessieren sich unter anderem für die Frage, welche Hauptursachen für die Inanspruchnahme von Produktionsfaktoren verantwortlich sind und welche Kostenarten hierdurch beeinflusst werden. Kostentreiber sind eine Unterart der Kosteneinflussgrößen und sind für wesentliche Kostenveränderungen verantwortlich. Es handelt sich um Faktoren, die Ressourcen in Anspruch nehmen und dadurch Kosten verursachen.

## Prozesskostenrechnung
Kostentreiber sind in der Prozesskostenrechnung Bezugsgrößen, welche die Veränderung der Kostenstruktur abbilden. In der Prozesskostenrechnung werden die Kostentreiber synonym zum Begriff Kosteneinflussgröße verwendet. Unter Berücksichtigung der Kostentreiber wird ein prozessorientierter Kostensatz ermittelt wie etwa bei den Kosten für den Zugriff auf einen Artikel im Lager.

## Betriebliche Funktionen
In den betrieblichen Funktionen können folgende Kostentreiber identifiziert werden:
| betriebliche Funktion     | Hauptprozess                                                         | Kostentreiber                                                                           | Kostenart                          |
| ------------------------- | -------------------------------------------------------------------- | --------------------------------------------------------------------------------------- | ---------------------------------- |
| Beschaffung               | Lieferanten betreuen Aufträge und Bestellungen erteilen Wareneingang | Anzahl Lieferanten Anzahl Aufträge und Bestellungen Anzahl Buchungen                    | Anschaffungskosten                 |
| Finanzierung              | Bauzeit                                                              | Dauer der Bauzeitzinsen                                                                 | Finanzierungskosten                |
| Forschung und Entwicklung | Neuprodukte einführen                                                | Forschung und Entwicklung                                                               | Forschungs- und Entwicklungskosten |
| Produktion                | Produktionsprozesse Qualitätsprüfung                                 | Anzahl gefertigter Produkte Anzahl geprüfter Produkte                                   | Herstellungskosten Qualitätskosten |
| Lagerhaltung              | Lagerverwaltung                                                      | Anzahl verwalteter Artikel                                                              | Lagerkosten                        |
| Vertrieb                  | Auftragsabwicklung Kommissionierung Warenausgang Kundenbetreuung     | Anzahl Aufträge und Bestellungen Anzahl Lieferpositionen Anzahl Buchungen Anzahl Kunden | Vertriebskosten                    |

Hierin sind lediglich die Hauptprozesse dargestellt, die in eine Vielzahl von Teilprozessen gegliedert sind und die eigene Kostentreiber aufweisen können. Ist zum Beispiel die Kundenbelieferung ein vom Unternehmen definierter Teilprozess, so könnte die Anzahl der Pakete, die Größe der Pakete oder das Gewicht der Pakete einen Kostentreiber darstellen. 

## Arten
Kostentreiber lassen sich wie folgt systematisieren:
- operative Kostentreiber: Faktorpreise, Beschäftigung;
- taktische Kostentreiber: Anzahl Aufträge und Bestellungen;
- strategische Kostenträger: Betriebsgröße.

Die Aufgabe des Kostenmanagements besteht darin, über die Steuerung von Kostentreibern die Wertentwicklung im Unternehmen positiv zu beeinflussen.

## Bestimmung geeigneter Kostentreiber
Oftmals kommen verschiedene Bezugsgrößen als Kostentreiber in Betracht, die allesamt einen proportionalen Bezug zur Prozesskostenhöhe zu haben scheinen. Darum bedient man sich hilfsweise einer Gegenüberstellung der Prozesseinzelkosten mit den in Betracht kommenden Bezugsgrößen (Kostentreibern). Gewählt wird diejenige Bezugsgröße, deren prozentuale Veränderung im Zeitverlauf der der Prozesseinzelkosten am nächsten kommen.
Beispiel
| Wirtschaftsjahr | Kosten des Prozesses "Kundenbelieferung" | Anzahl der Lieferungen | Gewicht der Lieferungen | Volumen der Lieferungen |
| --------------- | ---------------------------------------- | ---------------------- | ----------------------- | ----------------------- |
| 2013            | 23,411 €                                 | 843 Stk.               | 6,747 kg                | 466 m³                  |
| 2014            | 25,992 €                                 | 890 Stk.               | 6,821 kg                | 520 m³                  |
| Zuwachs         | 11,0 %                                   | 5,6 %                  | 1,1 %                   | 11,6 %                  |

In diesem Beispiel stehen für den Prozess "Kundenbelieferung" drei mögliche Kostentreiber zur Auswahl:
- die Anzahl der Lieferungen,
- das Gewicht der Lieferungen oder
- das Volumen der Lieferungen.

Aus dem Vergleich der prozentualen Veränderungen zum Vorjahr stellt sich heraus, dass die Bezugsgröße c (Volumen) der geeignetste Kostentreiber zu sein scheint, da sie die stärkste Proportionalität zu den Prozesseinzelkosten aufweist.
Berechnung des Prozesskostensatzes
Im konkreten Fall beträgt der Prozesskostensatz (auf Basis von 2013):
{\displaystyle P_{\mathrm {LE} }={\frac {K_{\text{Prozess}}}{{\text{Anzahl}}_{\mathrm {LE} }}}={\frac {23{.}411\,\mathrm {Euro} }{466\,\mathrm {m} ^{3}}}=50{,}24\,\mathrm {Euro} /\mathrm {m} ^{3}}
mit:
{\displaystyle P_{\mathrm {LE} }}: Prozesskosten pro Leistungseinheit (Prozesskostensatz)
{\displaystyle K_{\text{Prozess}}}: Prozesskosten
{\displaystyle {\text{Anzahl}}_{\mathrm {LE} }}: Leistungseinheiten

## Wirtschaftliche Aspekte
Ein Kostentreiber ist eine Messgröße, welche die Häufigkeit der Durchführung eines Haupt- bzw. Teilprozesses quantifiziert. Dabei müssen die Kostentreiber der Teilprozesse nicht mit dem des Hauptprozesses übereinstimmen. Die Kostentreiber sollen die in der traditionellen Kostenrechnung verwendeten Gemeinkostenzuschlagssätze weitestgehend ersetzen. Damit werden die den Endprodukten belasteten Kosten zutreffender dargestellt, so dass unternehmerischen Fehlentscheidungen (z. B. beim Outsourcing oder der Preis- und Konditionenpolitik) besser entgegengewirkt werden kann.
Neben den Kostentreibern sind auch die Werttreiber zu ermitteln. Analog zu den Werttreibern lassen sich auch Kostentreiber identifizieren, die als Einflussgrößen auf die entstandenen Kosten wirken.